# Nationalsozialistischer Deutscher Ärztebund
De Nationalsozialistischer Deutscher Ärztebund (NSDÄB, ook: NSD-Ärztebund) (Nederlands: Nationaalsocialistische Duitse Artsenbond) was een artsenorganisatie, en naast de SA en SS ook de derde gevechtsorganisatie in de NSDAP. Het hoofdkwartier was gevestigd op de Karlstraße 21 te München.

## Geschiedenis
Op 3 augustus 1929 tijdens de rijkspartijdag werd de NSDÄB opgericht op initiatief van de Ingolstadtse arts en uitgever Ludwig Liebl. Liebl was voor drie jaar lang ook de voorzitter van de artsenorganisatie. De NSDÄB zag zichzelf niet als een beroepsorganisatie, maar als een gevechtsorganisatie. Als zodanig ontwikkelde het de essentiële "wetenschappelijke" grondslagen van het nationaalsocialistische gezondheidsbeleid, die culmineerde in de rassenhygiëne "vernietiging van onwaardig leven".
De NSDÄB volgde in zijn organisatie de structuur van de NSDAP. Van 1932 was Gerhard Wagner leider van de NSDÄB, in 1934 kreeg hij de titel van Reichsärzteführer  (vrije vertaling: Rijksartsleider). In 1935 dwong Wagner de rigoureuze harmonisatie van de artsenverenigingen af, en droeg bij aan het opstellen van de rassenwetten van Neurenberg. Aan de vooravond van de afkondiging van de wet, maakte Hitler echter op beslissende wijze het voorstel van de NSDÄB onschadelijk. Volgens Wagners voorstel, zouden een gedwongen echtscheiding van "gemengde huwelijken" en een huwelijksverbod ook deel moeten uitmaken van de wet voor "kwartjoden". Maar deze werd door tussenkomst van Hitler geschrapt.
Op 25 maart 1939 overleed Wagner plotseling op 50-jarige leeftijd, en Leonardo Conti nam zijn positie over. Op 13 oktober 1942 stopte de NSDÄB haar activiteiten voor de duur van de oorlog, op dat moment telde het ongeveer 46.000 leden.

## Na de oorlog
Op 10 oktober 1945 werd de NSDÄB door het Kontrollratsgesetz Nr. 2 van de Geallieerde Controleraad verboden, en het vastgoed en eigendommen werden in beslag genomen.

## Reichsärzte- of Reichsgesundheitsführer
| Nr. | Afbeelding | Reichsärzte- of Reichsgesundheitsführer | Aangetreden   | Einde termijn | Opmerking                                                                                            |
| --- | ---------- | --------------------------------------- | ------------- | ------------- | --- |
| 1   |            | Gerhard Wagner (1888–1939)              | 1934          | 25 maart 1939 | Reichsärzteführer (vrije vertaling: Rijksartsleider)                                                 |
| 2   |            | Hans Deuschl (1891–1953)                | 1933          | 1939          | Stellvertretender Reichsärzteführer (vrije vertaling: plaatsvervangend Rijksartsleider)              |
| 3   |            | Leonardo Conti (1900–1945)              | 22 april 1939 | augustus 1944 | Reichsgesundheitsführer                                                                              |
| 4   |            | Kurt Blome (1894–1969)                  | 22 april 1939 | 8 mei 1945    | Stellvertretender Reichsgesundheitsführer (vrije vertaling: plaatsvervangend Rijksgezondheidsleider) |

## Leden
- Lorenz Böhler, chirurg
- Carl Clauberg, gynaecoloog
- Werner Forssmann, arts en nobelprijswinnaar
- Karl Genzken, arts
- Ernst-Robert Grawitz, Rijksarts in de SS en politie
- Ernst-Günther Schenck, arts en Ernährungsinspekteur der Waffen-SS
- Horst Schumann, medicus